# Prost JS45
Der Prost JS45 war der erste Formel-1-Rennwagen vom Team Prost Grand Prix. Der JS45 wurde von Loïc Bigois konstruiert und in der Saison 1997 eingesetzt. Der Wagen wurde von einem Mugen-Honda-MF301HA/B-V10-Motor mit 3 Liter Hubraum angetrieben. Die Bereifung kam vom japanischen Reifenkonzern Bridgestone, der Treibstoff von Elf.

## Technik und Entwicklung

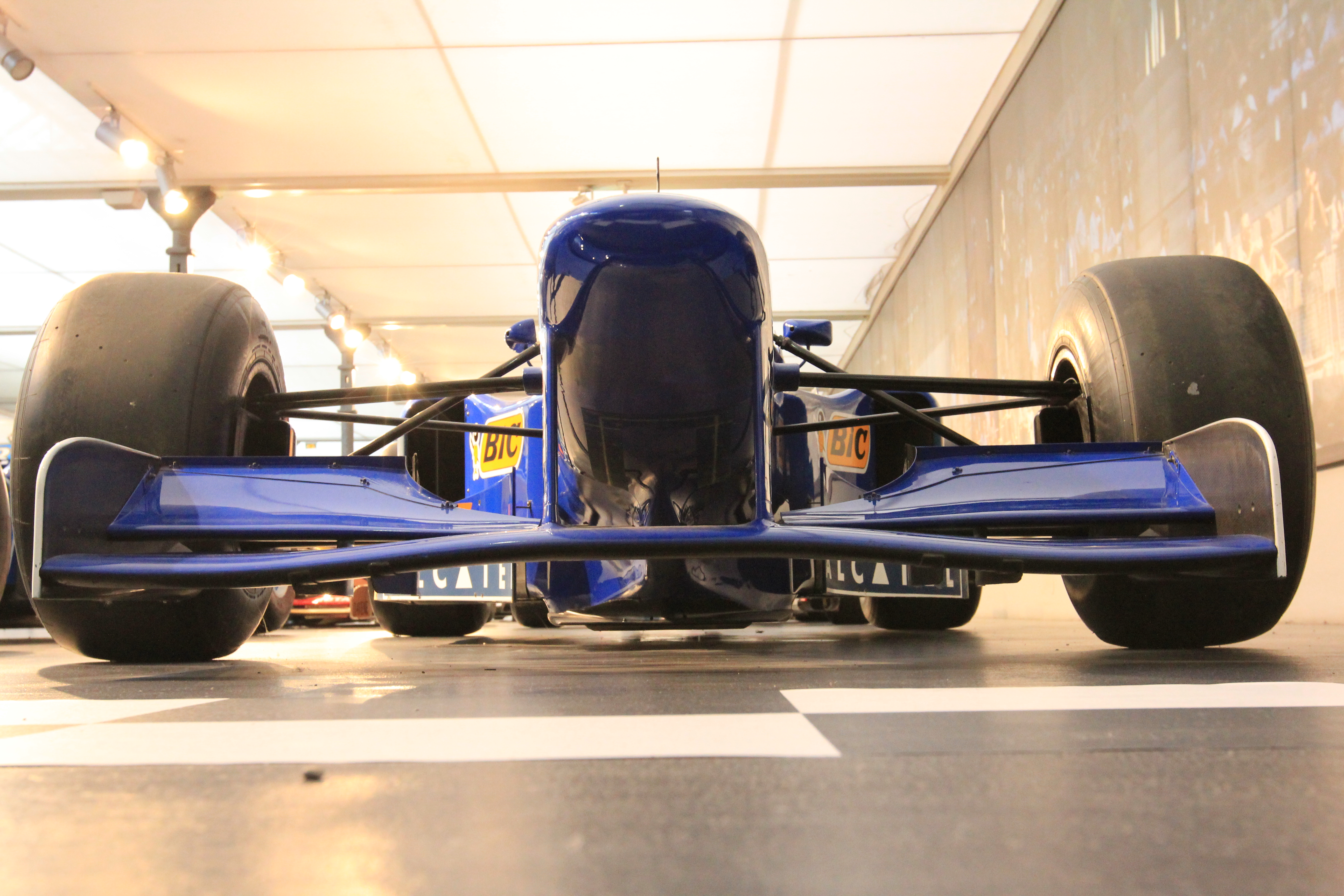
Frontflügel des Prost JS45

Laut dem technischen Direktor Loïc Bigois änderte sich an dem Wagen alles mit Ausnahme der Rückspiegel, die Aerodynamik-Arbeiten wurden im eigenen Windkanal bei Magny-Cours erledigt. Am meisten verändert wurde der Unterboden sowie der Diffusor. Der Motor, ein Mugen Honda MF301HA bzw. MF301HB, war ein 3,0-Liter-V10-Saugmotor mit über 529 kW (720 PS). Als Getriebe wurde ein eigenständig entwickeltes sequentielles Halbautomatikgetriebe mit sechs Gängen verwendet, die Bremsen stammen von Brembo und der Treibstoff von Elf.

## Renngeschichte
Das Team Équipe Ligier existierte seit der Saison 1976 und wurde im letzten Jahr seines Bestehens von Flavio Briatore geführt. Während der Vorbereitung auf die Formel-1-Weltmeisterschaft 1997 kaufte Alain Prost den französischen Rennstall und führte ihn als Teamchef in die neue Saison. Im Anschluss an den Kauf schloss er einen Vertrag mit Peugeot als Motorenlieferant für einen Zeitraum von drei Jahren. Das Kürzel JS in der Typbezeichnung besagt, dass der Wagen noch komplett unter dem Namen Ligier entwickelt wurde und Prost nicht daran beteiligt war. JS sind die Initialen des Rennfahrers und engen Freundes von Guy Ligier, Jo Schlesser.
Der JS45 zeigte sich schnell als konkurrenzfähiges Auto, wenn er bis zum Ende des Rennens durchhielt. So erzielte Olivier Panis gleich im ersten Rennen zwei Punkte und im darauffolgenden Rennen mit Platz drei die erste Podiumsplatzierung für Prost. Es folgte in Spanien mit Platz zwei eine Verbesserung der besten Platzierung, ehe sich beim folgenden Rennen in Kanada der Hauptfahrer Panis bei einem Unfall beide Beine brach. In den folgenden Rennen wurde Panis durch den Neuling Jarno Trulli ersetzt, der zu der Zeit bei Minardi angestellt war. Bei 17 Rennteilnahmen schied Prost durch Defekte zehnmal aus. Negativer Höhepunkt war das Rennen in Österreich, wo Jarno Trulli nach 37 Runden in Führung liegend mit Motorschaden ausfiel.
Am Ende der Saison waren 21 Punkte und Platz sechs in der Konstrukteurswertung erreicht, unter anderem vor Sauber und Arrows. Auf den Fünftplatzierten Jordan fehlten zwölf Punkte.

## Lackierung und Sponsoring
Der Wagen war in schlichtem Blau mit weißen Akzenten auf dem Heckflügel sowie den Seitenteilen des Frontflügels lackiert. Zum Start des neuen Teams mangelte es überraschenderweise nicht an Sponsoren und Gauloises war ein zahlungskräftiger Hauptsponsor. Der Sponsor der Zigarettenmarke belegte den Seitenkasten, den Frontflügel und die Vorderseite des Heckflügels. Bei Rennen in Ländern mit einem Tabakwerbeverbot blieben diese Flächen allerdings frei. Der Reifenlieferant Bridgestone sicherte sich die Rückseite des Heckflügels sowie bei den Seitenteilen des Frontflügels. Der französische Pay-TV-Sender Canal+ warb auf der Nase und zusammen mit dem Motorenlieferanten Mugen Honda auf der Airbox. Auf den seitlichen Luftleitblechen befand sich das Logo des Telekommunikationsunternehmens Alcatel, direkt darüber warb die BIC Group. Des Weiteren warben Elf, Sun Microsystems, Catia Solutions, Volvo Trucks France, Avex Group, LVS Viaggio, Shōwa, Giordana, Kingdragon Racing und PlayStation.

## Fahrer
Als Hauptfahrer wurden Olivier Panis und auf Druck des Motorenlieferanten Shinji Nakano eingesetzt. Panis wurde von der vorherigen Saison übernommen, Pedro Diniz wanderte zusammen mit Teamanteilseigner Tom Walkinshaw zu seinem neu formierten Team Arrows.
Als Testfahrer wurde der Franzose Emmanuel Collard nominiert, der Vertrag mit dem nominierten Ersatzfahrer des Vorjahres, Kelvin Burt, wurde nicht verlängert. Er konzentrierte sich weiter auf seine Tourenwagenkarriere. Collard kam über das Jahr zu keinem Einsatz, selbst als sich der Hauptfahrer Panis beim Rennen in Kanada schwer an den Beinen verletzt hatte. Als Ersatz wurde Flavio Briatores Schützling Jarno Trulli von Minardi abgeworben.

## Ergebnisse
| Fahrer                          | Nr.                             | 1 | 2  | 3   | 4   | 5   | 6   | 7  | 8   | 9   | 10  | 11  | 12  | 13  | 14  | 15  | 16  | 17 | Punkte | Rang |
| ------------------------------- | ------------------------------- | - | -- | --- | --- | --- | --- | -- | --- | --- | --- | --- | --- | --- | --- | --- | --- | -- | ------ | ---- |
| Formel-1-Weltmeisterschaft 1997 | Formel-1-Weltmeisterschaft 1997 |   |    |     |     |     |     |    |     |     |     |     |     |     |     |     |     |    | 21     | 6.   |
| O. Panis                        | 14                              | 5 | 3  | DNF | 8   | 4   | 2   | 11 | INJ | INJ | INJ | INJ | INJ | INJ | INJ | 6   | DNF | 7  | 21     | 6.   |
| J. Trulli                       | 14                              |   |    |     |     |     |     |    | 10  | 8   | 4   | 7   | 15  | 10  | DNF |     |     |    | 21     | 6.   |
| S. Nakano                       | 15                              | 7 | 14 | DNF | DNF | DNF | DNF | 6  | DNF | 11  | 7   | 6   | DNF | 11  | DNF | DNF | DNF | 10 | 21     | 6.   |

| Legende  | Legende            | Legende                                                          |
| Farbe    | Abkürzung          | Bedeutung                                                        |
| -------- | ------------------ | ---------------------------------------------------------------- |
| Gold     | –                  | Sieg                                                             |
| Silber   | –                  | 2. Platz                                                         |
| Bronze   | –                  | 3. Platz                                                         |
| Grün     | –                  | Platzierung in den Punkten                                       |
| Blau     | –                  | Klassifiziert außerhalb der Punkteränge                          |
| Violett  | DNF                | Rennen nicht beendet (did not finish)                            |
| Violett  | NC                 | nicht klassifiziert (not classified)                             |
| Rot      | DNQ                | nicht qualifiziert (did not qualify)                             |
| Rot      | DNPQ               | in Vorqualifikation gescheitert (did not pre-qualify)            |
| Schwarz  | DSQ                | disqualifiziert (disqualified)                                   |
| Weiß     | DNS                | nicht am Start (did not start)                                   |
| Weiß     | WD                 | zurückgezogen (withdrawn)                                        |
| Hellblau | PO                 | nur am Training teilgenommen (practiced only)                    |
| Hellblau | TD                 | Freitags-Testfahrer (test driver)                                |
| ohne     | DNP                | nicht am Training teilgenommen (did not practice)                |
| ohne     | INJ                | verletzt oder krank (injured)                                    |
| ohne     | EX                 | ausgeschlossen (excluded)                                        |
| ohne     | DNA                | nicht erschienen (did not arrive)                                |
| ohne     | C                  | Rennen abgesagt (cancelled)                                      |
| ohne     | keine WM-Teilnahme |                                                                  |
| sonstige | P/fett             | Pole-Position                                                    |
| sonstige | 1/2/3/4/5/6/7/8    | Punktplatzierung im Sprint-/Qualifikationsrennen                 |
| sonstige | SR/kursiv          | Schnellste Rennrunde                                             |
| sonstige | *                  | nicht im Ziel, aufgrund der zurückgelegten Distanz aber gewertet |
| sonstige | ()                 | Streichresultate                                                 |
| sonstige | unterstrichen      | Führender in der Gesamtwertung                                   |